# Đồng Khánh
Đồng Khánh (Hán tự, 19 febbraio 1864 – 28 gennaio 1889) è stato un imperatore vietnamita.

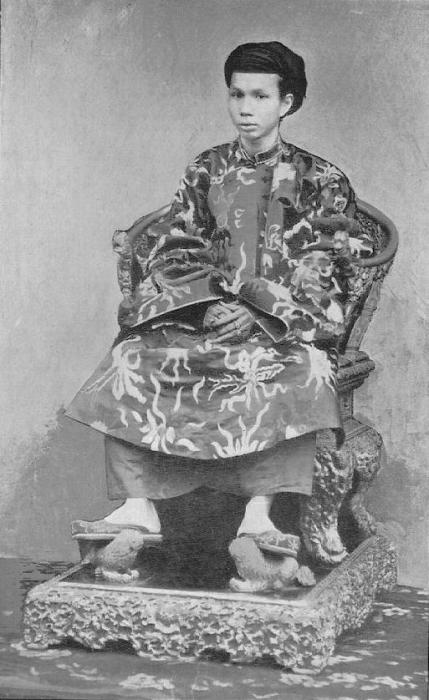
Imperatore Đồng Khánh

Nono imperatore della Dinastia Nguyễn, regnò solo tre anni tra il 1885 e il 1889. Il suo nome di nascita era Nguyễn Cảnh Tông.
Figlio del principe Nguyễn Phúc Hồng Cai, fu però adottato dallo zio, l'Imperatore Tự Đức, che non aveva figli, e nominato Duca di Kiên Giang. I quattro successori di Tự Đức (Dục Đức, Hiệp Hòa, Kiến Phúc e Hàm Nghi) vennero tutti incoronati e subito deposti negli anni successivi alla morte dell'imperatore, tra il 1883 ed il 1885.
Đồng Khánh salì al trono in seguito agli eventi del 4 luglio 1885, quando il reggente Tôn Thất Thuyết rapì il giovane imperatore Hàm Nghi dalla Città Proibita a Huế, portandolo sulle montagne e ponendolo a capo del movimento rivoluzionario anti-francese. Per togliere la legittimità a Hàm Nghi, i Francesi posero quindi sul trono Nguyễn Cảnh Tông, che prese il nome imperiale di Đồng Khánh.